# Меморіал Івана Глінки 1993
Тихоокеанський кубок (англ. Pacific Cup) — 3-й міжнародний юніорський хокейний турнір.

## Підсумкова таблиця
| М  | Команда | І | В | Н | П | Ш     | О |
| -- | ------- | - | - | - | - | ----- | - |
| 1. | Росія   | 3 | 3 | 0 | 0 | 24:13 | 6 |
| 2. | Канада  | 3 | 2 | 0 | 1 | 14:11 | 4 |
| 3. | США     | 3 | 1 | 0 | 2 | 11:18 | 2 |
| 4. | Японія  | 3 | 0 | 0 | 3 | 10:17 | 0 |

- Канада - США 3:1 (1:0,1:0,1:1)
- Росія - Японія 6:3 (1:0,0:1,5:2)
- Канада - Японія 4:1 (2:0,2:0,0:1)
- Росія - США 9:3 (2:2,5:1,2:0)
- США - Японія 7:6 (3:1,3:3,1:2)
- Росія — Канада 9:7 (0:3,4:1,5:3)

## Плей-оф

### Півфінали
- Канада - США 0:4
- Росія - Японія 7:4

### Матч за 3 місце
- Канада - Японія 8:3

### Фінал
- Росія - США 10:7